# 妖怪談義
『妖怪談義』（ようかいだんぎ）は、柳田國男の著作。妖怪に関する論文や随筆などをまとめたものである。

## 概要

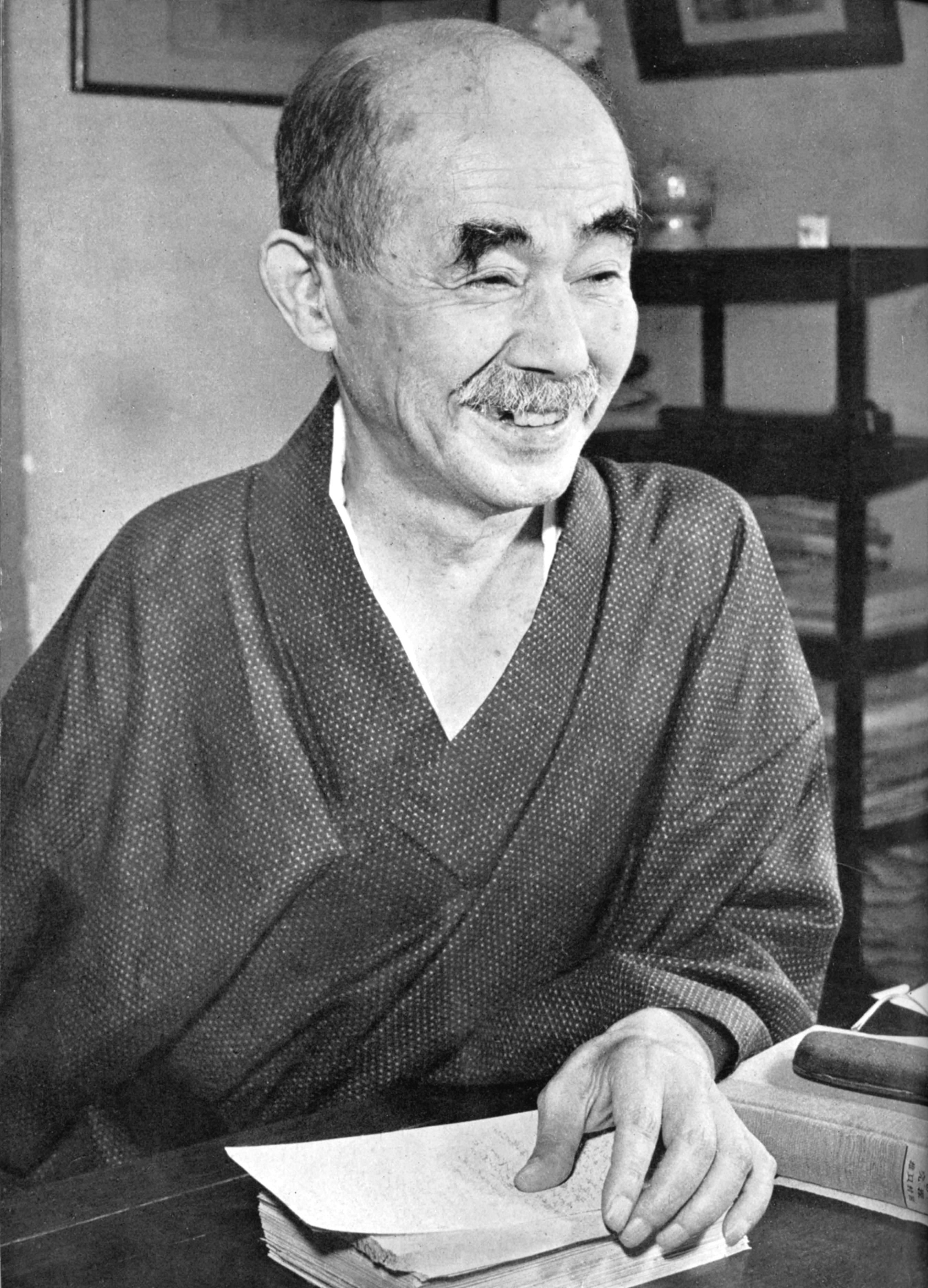
柳田の民俗学は、口承で伝えられていた民間伝承を主な材料として、かつての日本人が持っていた信仰の姿を復元することを目的としており、妖怪についても人文科学的な研究の必要性を説いている。

いわゆる鎖国によって生じた国際社会との隔たりを埋めるために、明治政府は新たな国家体制づくりとして、社会制度、産業技術、そして生活の様々な局面において、急速な西洋化を目指した。そうした中で妖怪は「旧弊」や「迷信」と位置づけられ、啓蒙の対象となっていった。
しかし柳田は、幼少時に神隠しなどの神秘的体験をしていたことから、怪談などに対する関心が強く、民俗社会の論理から妖怪の意味を探ろうとした。最初に大きな関心を寄せたのは、天狗や山男などの山中に出現する妖怪的存在で、柳田は当初それらを「大和朝廷に敗戦して山中に逃れた先住民族である」と考えたが、後にこの仮説を放棄して「妖怪は信仰を失って零落した神々である」とする仮説を提唱した。これは妖怪を「実在」の問題から切り離し、純粋に「人間の心意」の問題として考える研究の出発点であった。
ところが1940年（昭和15年）あたりから、柳田は妖怪に関する研究を止めて祖霊や神々の問題に重点を移していった。本書は1956年（昭和31年）12月に刊行されたが、その頃の柳田は特に妖怪に心を傾けていたわけではなかった。

## 内容
収められた文章は、せいぜい新しくて1938年（昭和13年）ないし1939年（昭和14年）に書かれたものである。目次は以下の通り。
1. 妖怪談義
2. かはたれ
3. 妖怪古意：言語と民俗の関係
4. おばけの声
5. 幻覚の実験
6. 川童の話
7. 川童の渡り
8. 川童祭懐古
9. 盆過ぎメドチ談
10. 小豆洗い
11. 呼名の怪
12. 団三郎の秘密
13. 狐の難産と産婆
14. ひだる神のこと
15. ザシキワラシ（一）
16. ザシキワラシ（二）
17. 己が命の早使い
18. 山姥奇聞
19. 入らず山
20. 人の市に通うこと
21. 山男の家庭
22. 狒々
23. 山の神のチンコロ
24. 大人弥五郎
25. じんだら沼記事付大太法師伝説四種
26. 一つ目小僧
27. 一眼一足の怪
28. 片足神
29. 天狗の話
30. 妖怪名彙

柳田は「妖怪談義」の中で、妖怪と幽霊との違いについての指標を挙げている。この指標については、地縛霊などの反証によって批判しつくされており、もはや支持されないものとなっているが、これが書かれた頃（昭和初期）の幽霊をめぐる状況を伝えるものとして読むこともできる。
「妖怪名彙」は1938年（昭和13年）から1939年（昭和14年）にかけて『民俗伝承』誌上に発表されたもので、民俗学を帰納的に高めたいという柳田の思いから1929年（昭和4年）より精力を傾けるようになった「民俗語彙」の収集の成果である。ここで紹介される妖怪は、「アズキトギ」や「コナキジジ」といった音の怪、「スナカケババ」や「ベトベトサン」といった路上の怪、「ミノムシ」や「キツネタイマツ」といった火の怪など、いわゆる幻覚や怪現象の類が大半で、柳田はこれらを「共同幻覚」と呼んでおり、実質的には「幻覚名彙」であった。なお柳田の監修で刊行された『民俗學辭典』（民俗學研究所編、東京堂、1951年1月）には、妖怪に関連する民話、伝説、民間信仰の項目が豊富に掲載されている。

## 受容
本書は妖怪研究を志す者に「必読の書」として知られる。また巻末の「妖怪名彙」は、後に水木しげるの作品に大きな影響を与え、図像が与えられた多くの妖怪たちは典型的な「キャラクターとしての妖怪」へと変貌を遂げていった。

## 注解刊行本
- 『柳田國男集』筑摩書房〈現代日本文学大系20〉、1969年3月。
- 『妖怪談義』修道社〈柳田国男選集5〉、1972年5月。
- 『妖怪談義』中島河太郎解説、講談社〈講談社学術文庫135〉、1977年4月。ISBN 406158135X
- 『柳田國男全集6』筑摩書房〈ちくま文庫〉、1989年12月。ISBN 9784480024060
- 『柳田國男全集20』筑摩書房、1999年5月。ISBN 4480750800
- 『新訂妖怪談義』小松和彦校注、角川学芸出版〈角川文庫〉、2013年1月。ISBN 9784044083090